# Saint-Benoît, Vienne

Saint-Benoît este o comună în departamentul Vienne, Franța. În 2009 avea o populație de 6,996 de locuitori.